# IC 1919
IC 1919 ist eine linsenförmige Galaxie vom Hubble-Typ S0 im Sternbild Fornax am Südsternhimmel. Sie ist schätzungsweise 54 Millionen Lichtjahre von der Milchstraße entfernt und hat einen Durchmesser von etwa 20.000 Lj. Unter der Bezeichnung FCC 43 ist sie als Mitglied des Fornax-Galaxienhaufens katalogisiert.
Im selben Himmelsareal befindet sich u. a. die Galaxie NGC 1339.
Das Objekt wurde am 25. November 1897 von Lewis Swift entdeckt.